# Borrichia
Borrichia é um género botânico pertencente à família Asteraceae.
É composto por 8 espécies descritas e destas 4 são aceites.
O género foi descrito por Augustin Pyrame de Candolle e publicado em Familles des Plantes 2: 130. 1763. A espécie-tipo é Borrichia frutescens (L.) DC.
Trata-se de um género reconhecido pelo sistema de classificação filogenética Angiosperm Phylogeny Website.

## Especies aceptadas
As espécies aceites neste género são:
- Borrichia arborescens (L.) DC.
- Borrichia × cubana Britton & S.F.Blake
- Borrichia frutescens (L.) DC.
- Borrichia peruviana (Lam.) DC.